# Rotationsstøbning
Rotationsstøbning  af termoplast er den mest udbredte form for rotationsstøbning, der involverer en opvarmet, hul form, som inden opvarmning fyldes med en mængde materiale - ofte polyethylen (PE). Formen bliver så langsomt roteret (normalt omkring to vinkelrette akser), hvilket får det blødgjorte materiale til at sprede sig og klæbe sig fast til formens indre vægge. For at skabe ens tykkelse på hele emnet, fortsætter formen med at rotere på alle tidspunkter i løbet af både den varme fase og under afkøling for at undgå løbere og deformation. Processen vandt indpas i plastproduktion i 1940'erne, men blev i de tidlige år ikke så ofte brugt, fordi processen var langsommelig og kun i stand til at producere et begrænset antal plastemner. Senere kom der forbedringer i processen og udviklingen med plastpulvere, hvilket resulterede i en betydelig stigning i brug.
Den mindre brugte rotationsstøbning af hærdeplast til sammenligning, bruger selvhærdene resiner i en uopvarmet form.

## Historie
I 1855 dokumenterede briten R. Peters den første brug af biaksial rotation og varme. Denne rotationsstøbeproces blev brugt til at skabe metal artillerigranater og andre hule dele. Det vigtigste formål ved brugen af rotationsstøbning var at opnå ensformig vægtykkelse og massefylde - altså at "skallen" blev nogenlunde lige tyk hele vejen rundt om emnet. I 1905 i USA brugte F. A. Voelke denne metode til udhuling af voks objekter. Dette førte til G. S. Bakers og G. W. Perks' proces med at lave hule chokolade æg i 1910. Rotationsstøbning udvikledes yderligere, og R. J. Powell brugte metoden til støbning af gips i Paris i 1920'erne. Disse tidlige metoder til brug ved forskellige materialer banede vejen for den måde rotationsstøbning anvendes i dag med plast.
Plast blev indført til rotationsstøbeprocessen i begyndelsen af 1950'erne. En af de første anvendelses områder var at fremstille dukkehoveder. Maskinen var lavet af en E Blue boks-ovn maskine, inspireret af en General Motors bagaksel, drevet af en ekstern elektrisk motor og opvarmet af gulvmonterede gasbrændere. Formen blev lavet af elektroformet nikkelkobber og plasten var en flydende PVC-plastisol. Køling bestod i at placere formen ned i koldt vand. Denne rotationsstøbeproces førte til skabelsen af andet plastlegetøj. I Danmark startede virksomheden Dan Hill Plast i Hornsyld ligeledes med denne form for produktion. Som efterspørgslen og populariteten af denne proces steg, blev den brugt til at skabe andre produkter såsom kegler, marine bøjer og massagebolde. Denne popularitet førte til udviklingen af større maskiner. Et nyt varmesystem blev også udviklet, i stedet for det originale direkte gas flamme system gik man over til et indirekte højhastigheds luft system. I europo i 1960'erne blev Engel processen udviklet. Dette gav mulighed for fremstillingen af store hule beholdere, ud af polyethylen med lavt masefylde. Kølemetoden bestod af at slukke brænderne og lade plasten hærde, mens den stadig rokker i formen.
Foreningen for Rotationsstøbere (ARM) blev startet i Chicago i 1976, som en verdensomspændende handelsorganisation. Hovedformålet med denne forening er at øge bevidstheden om rotationsstøbningens teknologi og proces.
I 1980'erne blev ny plast såsom polycarbonat, polyester og nylon introduceret til rotationsstøbning. Dette har ført til nye anvendelser af processen, for eksempel skabelsen af brændstoftanke og industrielle emner. Den forskning, der er blevet lavet siden slutningen af 1980'erne på Queen ' s University Belfast har ført til udviklingen af en mere præcis overvågning og kontrol af køleprocesser, som er baseret på deres udvikling af "Rotolog system".

## Udstyr og værktøj
Rotationsstøbemaskiner laves i mange forskellige størrelser. De består normalt af 1 til 3 arme, en ovn og en kølezone. På armene monteres de forme som er nødvendige for at fremstille det ønskede plastemne.
Forme (eller værktøj) er enten fremstillet af fræst eller støbt aluminium eller stål. Aluminiumforme er normalt tykkere end en tilsvarende stålform, da det er et blødt metal. Tykkelsen påvirker ikke cyklustider betydeligt siden aluminiums termiske ledningsevne er mange gange større end stål. Men nogle forme indeholder både aluminium og stål. Dette giver mulighed for variabel tykkelser i væggene af produktet. 

## Produktionsprocessen
Rotationsstøbeprocessen er en høj-temperaturs, lavtryks plastformende proces, der bruger varme og biaksial rotation (dvs, kantet rotation om to akser) til at producere hule, hele plastemner.
Kritikken af processen peger på den lange cyklustid —kun to til tre runder i timen kan typisk forekomme, som i modsætning til andre processer, såsom sprøjtestøbning, hvor emner kan fremstilles på sekunder. Processen har til gengæld også forskellige fordele. Fremstilling af store, hule dele, såsom olietanke er meget lettere ved rotationsstøbning end nogen anden metode. Rotationsstøbeforme er betydeligt billigere end andre typer af forme. Meget lidt materiale er spildt ved denne proces, og overskydende materiale kan ofte genbruges, hvilket gør det til en meget økonomisk og miljømæssigt bæredygtig produktion.
Rotationsstøbeprocessen består af fire forskellige faser:
1. Ilægning af en afmålt mængde af polymer (normalt i pulverform) i formen.
2. Opvarme formen i en ovn, mens den roterer, indtil alle polymer er smeltet og har fordelt sig på formens indervæg. Den hule side skal drejes om to eller flere akser, roterende ved forskellige hastigheder, for at undgå ophobning af polymer pulver. Tidsmængden som formen bruger i ovnen er afgørende: for meget og polymeren forringes og reducerer styrken i emnet. Hvis formen tilbringer for lidt tid i ovnen er polymeren måske ikke smeltet tilstrækkeligt. Polymerpulveret har således ikke tid til fuldt ud at smelte og flyde sammen på formens væg, hvilket resulterer i store bobler i polymeren, hvilket selvfølgelig ikke er ønskværdigt.
3. Afkøling af formen. Polymeren skal være afkølet, så det størkner og kan håndteres sikkert af operatøren. Det tager typisk ti minutter. Emnet vil skrumpe ved køling. Køling skal holdes indenfor et bestemt tidsinterval: meget hurtig afkøling (for eksempel, vandtåge) ville resultere i, at køling og indskrumpning i en ukontrolleret fart, der resulterer i et skævt emne.
4. Fjernelse af emnet fra formen.

### De seneste forbedringer
Processen har indtil for nylig i høj grad været afhængig af prøvekørsler, fejl og operatørens erfaring for, hvornår er emne skulle fjernes fra ovnen og hvornår det var køligt nok til at blive fjernet fra formen. Teknologien er forbedret i de seneste år, så lufttemperaturen i formen kan blive overvåget og fjerne en stor del af gætteriet fra processen.
Meget af den nuværende forskning er rettet mod at reducere cyklustiden samt forbedre emnekvaliteten. Det mest lovende område er undersøgelser om tryk i formen. Det er velkendt, at anvendelsen af en lille mængde tryk indvendigt i formen på det rigtige tidspunkt i den varme fase accelererer sammensmeltning af polymerpartikler. Dette resulterer i en del færre bobler på mindre tid end ved atmosfærisk tryk. Dette pres forsinker adskillelsen af emnet fra formvæggen på grund af skrumpning under kølingsfasen og medvirker til køling af emnet. Den største ulempe ved denne fremgangsmåde er risikoen for eksplosion af et emne under tryk. Dette har i høj grad forhindret integrationen af formtryk hos rotationsstøbeproducenter.

## Materialer
Mere end 80% af alle anvendte materialer er fra polyethylen-familien: cross-linked polyethylen (PEX), polyethylen low-density (PEL), linear low-density polyethylen (LLDPE), high-density polyethylen (PEH) og regenerat. andre sammensætninger er PVC plastisoler, nylon og polypropylen.
Rangorden af mest anvendte materialer i industrien:
- Polyethylen
- Polypropylen
- Polyvinylchlorid
- Nylon
- Polycarbonat

Disse materialer anvendes også undertiden (ikke i rækkefølge efter mest anvendte):
- Aluminium
- Acrylonitril-butadien-styren (ABS)
- Acetal
- Akryl
- Epoxy
- Fluorocarbons
- Glasionomer
- Forpmarcellobutylene
- Polyester
- Polystyren
- Polyurethan
- Silikone
- Forskellige fødevarer (specielt chokolade)

### Naturlige materialer
For nylig er det blevet muligt at bruge naturlige materialer i støbeprocessen. Gennem brug af reelle sand og sten chips kan sandstenskomposit blive lavet, som er 80% naturlige, ikke-forarbejdet materiale.
Rotationsstøbning af gips bruges til at producere hule statuetter.
Chokolade er rotationsstøbt til at danne hul slik.

## Produkter
Designere kan vælge det bedste materiale til deres anvendelse for eksempel til plastbeholdere der skal håndtere madvarer eller hårde væsker som diesel. Tilsætningsstoffer til at skabe vejrbestandighed eller statiske hæmmere kan blive indarbejdet. Indsatte elementer, grafik, tråde, håndtag, flade overflader uden skarpe vinkler eller detaljer  på en fin overflade kan være en del af designet. Design kan også være multi-væg, enten hult eller skum fyldt.
Produkter, der kan fremstilles ved hjælp af rotationsstøbning omfatter lagertanke, møbler, vejskilte, krukker og potteskjulere, kæledyrs huse, legetøj, almindelige og genbrugsbeholdere, dukkedele, vej kegler, fodbolde, hjelme, kanoer, robåde, kajakskrog og meget andet, som er helt eller delvist hult. Processen bruges også til at lave højt specialiserede produkter, herunder FN-godkendte beholdere til transport af radioaktive materialer, skibsbeskyttere, forsegling af oppustelige ilt masker, og letvægtskomponenter til flyindustrien.
| A mold in graphic molded into a liquid storage tank. | A brass threaded hex insert can be molded into plastic parts. | HDPE Tank, Polypropylene mannequin and a XLPE Tube | frame |

## Design overvejelser

### Produkt design
Der er mange overvejelser for en designer ved udformning af et emne. Hvilke faktorer er de vigtigste for en klient? For eksempel, kan en del være nødt til at være billig og en bestemt farve. Dog, hvis en anden farve er billigere, ville kunden så være villig til at ændre farve? Designere er ansvarlige for at tage alle begrænsninger og fordele med i overvejelserne ved brug af forskellige plasttyper. Ofte kan plastproducenten også være behjælpelig med rådgivning omkring, hvilke typer plast vil være mest fordelagtigt til formålet.

### At designe til rotationsstøbning
En anden overvejelse er udkastets vinkler. Disse er nødvendige for at fjerne de støbte emner fra formen. På de udvendige vægge vil en vinkel på 1° sandsynligvis virke (forudsat at der ikke er ru overflade eller huller). På indvendige vægge, som den indvendige side af en båd skrog, vil en vinkel på 5° sandsynligvis være påkrævet. Dette er på grund af svind og mulige vrid i emnet.
Rotationsstøbning udmærker sig ved at producere hule emner. Dog skal man være omhyggelig, når dette bliver gjort. Når dybden af hullet er større end bredden kan der være problemer med jævn varme og køling. Derudover, skal der være nok plads mellem de parallelle formvægge for at give mulighed for et korrekt smelte-flow gennem hele formen. Et ønskværdigt vægscenario ville være et hul på mindst tre gange den nominelle vægtykkelse, hvor fem gange den nominelle vægtykkelse er det optimale. Skarpe hjørner for parallelle vægge skal også tages i betragtning. Ved vinkler der er mindre end 45° kan forskellige uhensigtsmæssigheder som stropper og pletter forekomme.

### Materielle begrænsninger og overvejelser
En anden overvejelse er smelte-flowet i materialer. Visse materialer, såsom nylon, vil kræve større radier end andre materialer. Derudover kan stivheden af materialet være en faktor. Strukturelle og styrkende foranstaltninger kan måske være nødvendige, når et spinkelt materiale bruges.

### Vægtykkelse
En fordel ved rotationsstøbning er evnen til at eksperimentere især med vægtykkelser. Formprisen er helt afhængig af vægtykkelse, fordi tykkere vægge bliver dyrere og er mere tidskrævende at producere. Da godstykkelsen kan være næsten enhver tykkelse, er det vigtigt for designere at huske på, at jo tykkere væg, jo mere materiale og tid er det nødvendigt at bruge, hvilket vil øge omkostningerne. I nogle tilfælde vil plasten i væsentlig grad forringes på grund af den længere periode med høj temperatur. Forskellige materialer har forskellig varmeledningsevne, hvilket betyder, at de kræver forskellige tidsmængder i ovnen og kølerummet. Ideelt set vil emnet blive testet for at finde den mindste tykkelse, der kræves for anvendelsen. Dette minimum vil derefter blive etableret som en nominel tykkelse.

## Proces: fordele, begrænsninger og materielle krav

### Fordele
Rotationsstøbning tilbyder designfordele i forhold til andre støbeprocesser. Med det korrekte design kan forskellige emner støbes som én del og efterfølgende skæres i flere dele, hvilket kan mindske fremstillingsomkostninger.
Processen har også iboende design styrker, såsom ensartet vægtykkelse og stærk udvendige hjørner. 
Muligheden for at indstøbe elementer er en stor fordel. Metal tråde, indre rør og strukturer og endda forskellige farvet plast kan alle blive tilføjet til formen forud for tilsætning af plastisolen. Dog skal man være påpasselig for at sikre minimal krympning under afkøling og at dette ikke vil ikke skade emnet. 
I nogle tilfælde kan rotationsstøbning bruges som alternativ til sprøjtestøbning grundet ligheden i det færdige produkt som for eksempel ved flasker og cylindriske beholdere. Dette er kun effektivt ved produktionsskala op til ca. 3000 stk. om året per form, da det er langt dyrere at sprøjtestøbe et mindre antal, fordi sprøjtestøbnings effektivitet afhænger af stordriftsfordele.
En anden fordel ligger i selve formen. Den kræver mindre arbejde og kan være fremstillet og sat i produktion langt hurtigere end ved andre støbeprocesser. Dette gælder især for forme til komplekse emner, som kan kræve meget arbejdstid for andre støbeprocesser. Rotationsstøbning er også den ønskede proces til korte kørsler og hasteleverancer. Formene kan byttes hurtigt eller forskellige farver kan bruges uden rensning af formen. Med andre processer kan rensning kan være nødvendigt før farveskift.
På grund af den ensartede tykkelse der opnås, er det muligt at lave store, tynde paneler (selv om vridning kan forekomme).
En anden omkostningsfordel med rotationsstøbning er den minimale mængde af materiale, der spildes i produktionen. Der er ingen løbere (som i sprøjtestøbning), ingen off-cuts (som i termoformning) eller overskydende spild (som i sprøjtestøbning). Det materiale, som bliver spildt gennem reklamationer eller emnetestning, kan normalt genbruges.

### Begrænsninger
Rotationsstøbte dele er nødt til at følge nogle retningslinjer, der er forskellige fra andre plast processer. Da det er en lavtryksproces, er det nogle gange svært for designere at nå snævre områder i formen. God kvalitetspulver kan bidrage til at afhjælpe en sådan situation, men normalt må designere huske på, at det ikke er muligt at lave skarpe tråde, hvilket ville være muligt med sprøjtestøbning. Nogle produkter, der er baseret på polyethylen, kan blive sat i formen, før du udfylder det med det hovedmaterialet. Dette kan hjælpe til at undgå huller, der ellers ville dukke op i nogle områder. 

### Materielle krav
På grund af processens karakter skal man tage hensyn til følgende ved materialevalg:
- På grund af høje temperaturer i formen skal plastisolen have en høj modstandsdygtighed mod permanent ændring forårsaget af varme (høj termisk stabilitet).
- Den smeltede plast vil komme i kontakt med ilt indeni formen — det kan potentielt føre til oxidation af smeltet plast og forringelse af materialets egenskaber. Derfor valgte plast skal have en tilstrækkelig mængde af antioxidant-molekyler for at forhindre, at en sådan nedbrydning i den flydende tilstand.
- Fordi der ikke er noget pres, der skubber plasten rundt i formen, skal den valgte plast være i stand til at flyde let gennem formens huller.

## Yderligere læsning
- Crawford, R, Trone, James L., rotationsstøbning i Plast, William Andrew Inc. (2002). ISBN 1-884207-85-5
- Crawford, R, Kearns, M, Praktisk Guide til rotationsstøbning, Rapra Technology Ltd. (2003). ISBN 1-85957-387-8

## Eksterne links
- Rotationsstøbning Tekniske Guide Arkiveret 17. april 2014 hos  Wayback Machine
- Støbeproces Rotational videoer
- Animation af støbeproces rotational
- Foreningen af Roterende Smuldrer
- Foreningen af Roterende Moulders Australasien
- Britisk Plast Føderation - Rotationsstøbning Overblik
- "Grundlæggende principper for roterende støbning" Fremstilling Ugentlige, September 1971, p28.
- Rotationsstøbning Maskiner
- Roterende Støbning ressourcer
- Hvad er omløbshastighed ?
- Hvordan omløbshastighed virker ? Arkiveret 17. marts 2017 hos  Wayback Machine